# 岩田屋三越
株式会社岩田屋三越（いわたやみつこし、英: Iwataya Mitsukoshi Ltd.）は、福岡県福岡市中央区天神に本社を置く日本の百貨店運営会社。三越伊勢丹ホールディングス（三越伊勢丹HD）の福岡県における百貨店事業を担っている。
2010年、当時既に三越伊勢丹HD傘下となっていた株式会社岩田屋と株式会社福岡三越が合併して発足した。

## 概要
2008年4月1日、当時の岩田屋（九州最大の百貨店）の親会社である伊勢丹と、同じ天神地区に福岡店を出店していた三越が、持株会社（三越伊勢丹HD）を設立して経営統合したことが、この会社の始まりである。同日から行われた「誕生祭」セールでは、三越福岡店はもちろんのこと、岩田屋も伊勢丹グループの一員として加わった。渡辺通りを挟んで東側には、J.フロント リテイリング傘下の大丸福岡天神店があり、渡辺通りの両サイドで二大デパート資本が激突する形となっていることから、当面は統合パートナー同士として、三越と岩田屋が棲み分けを図り共存共栄関係を維持するものとみられていた。
しかし、三越伊勢丹HDは全国で地域単位での再編に方針転換。三越伊勢丹HDは翌2009年10月1日、吸収分割によって伊勢丹より岩田屋の株式を取得（同時に岩田屋関連の経営管理・営業支援部門も引き継ぐ）。その2週間後、岩田屋を株式交換方式で完全子会社とした。これにより、福岡証券取引所への株式上場は同年10月7日で廃止され、代替として同年10月15日に三越伊勢丹HDが福証へ上場（2024年3月20日上場廃止）。そして2010年10月1日、岩田屋が法人としては2代目福岡三越（三越福岡店を会社分割で再分離）を吸収合併する形でこの会社が発足し、「岩田屋」と「福岡三越」は「株式会社岩田屋三越」が運営する百貨店として新たなスタートを切った。この再編にあたっては、福岡で知名度が高い岩田屋のブランド名を前面に出すことになったため、商号はほかの三越伊勢丹グループの地域子会社と異なり、伊勢丹側が先に来ている。
統合にあたっては三越から送られた太田垣立郎が尽力。会社発足後は社長として陣頭指揮にあたっていたが、病により2015年退任、それから約1年後に死去した。

## 沿革
- 2010年（平成22年）10月1日

株式会社岩田屋が存続会社となって（2代目）株式会社福岡三越を吸収合併し「株式会社岩田屋三越」が発足。

## 歴代社長
1. 太田垣立郎（2010年 -） 岩田屋三越初代社長。慶応大学卒、三越出身。[3]
2. 中込俊彦（2014年 -） 慶応大学卒、伊勢丹出身。[4]
3. 村上英之（2016年 -） 慶応大学卒、三越出身。[5]
4. 細谷敏幸（2018年 -）
5. 伊倉秀彦（2021年 -） 慶応大学卒、伊勢丹出身。[6]
6. 左中樹太郎（2023年 -）  学習院大学卒、伊勢丹出身。[7]

## 店舗

### 百貨店

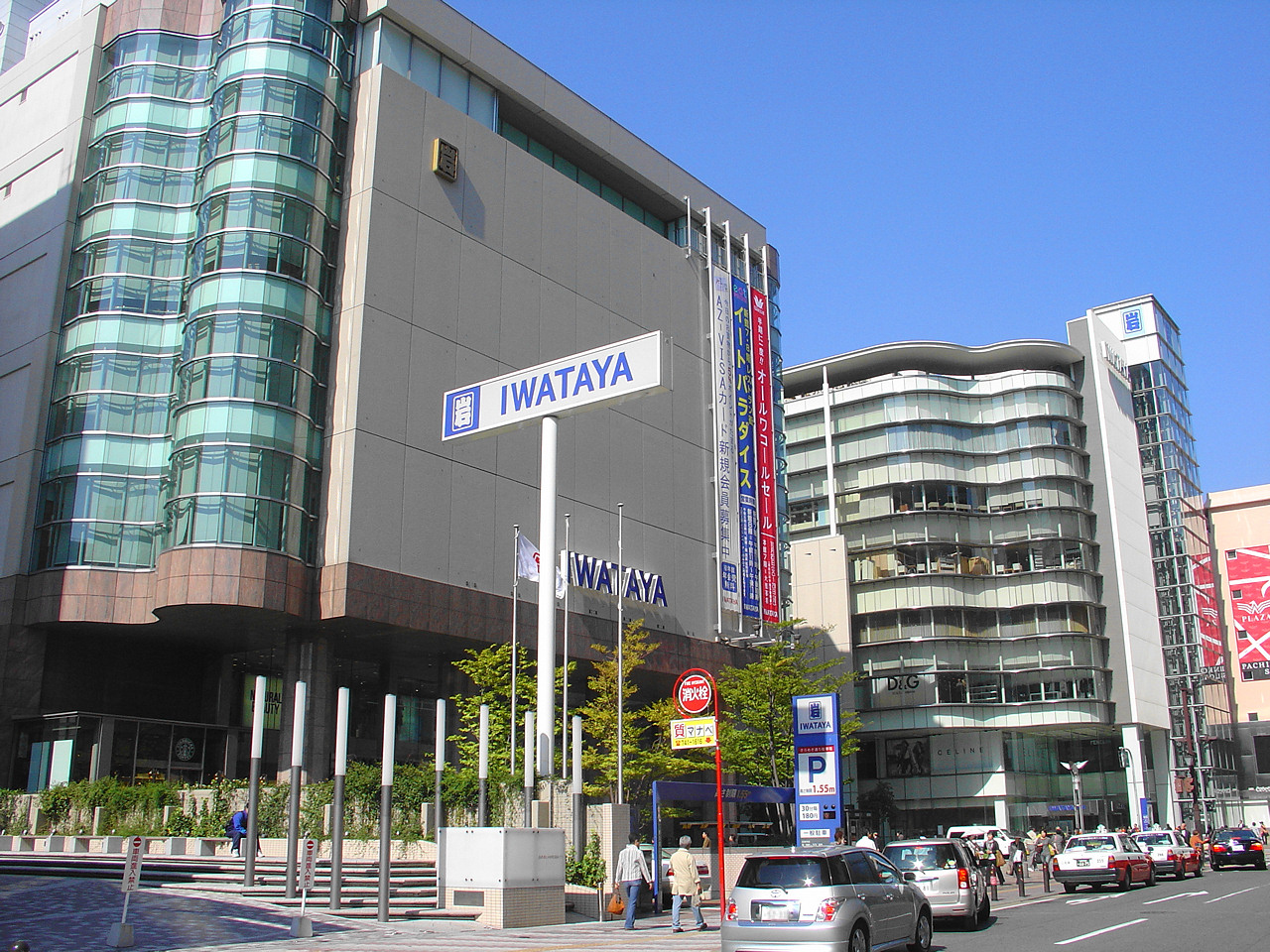
岩田屋本店（本館・新館）
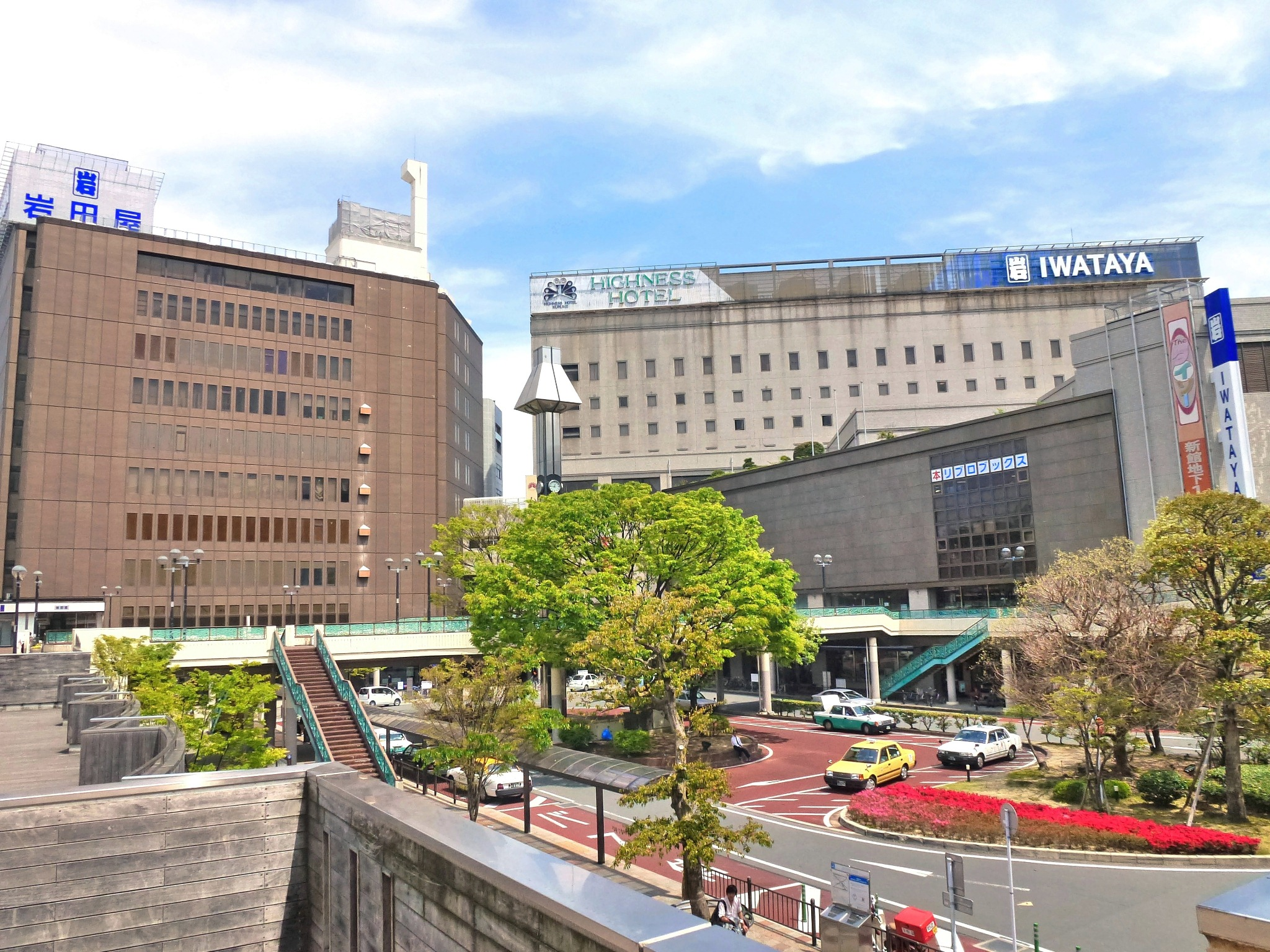
岩田屋久留米店
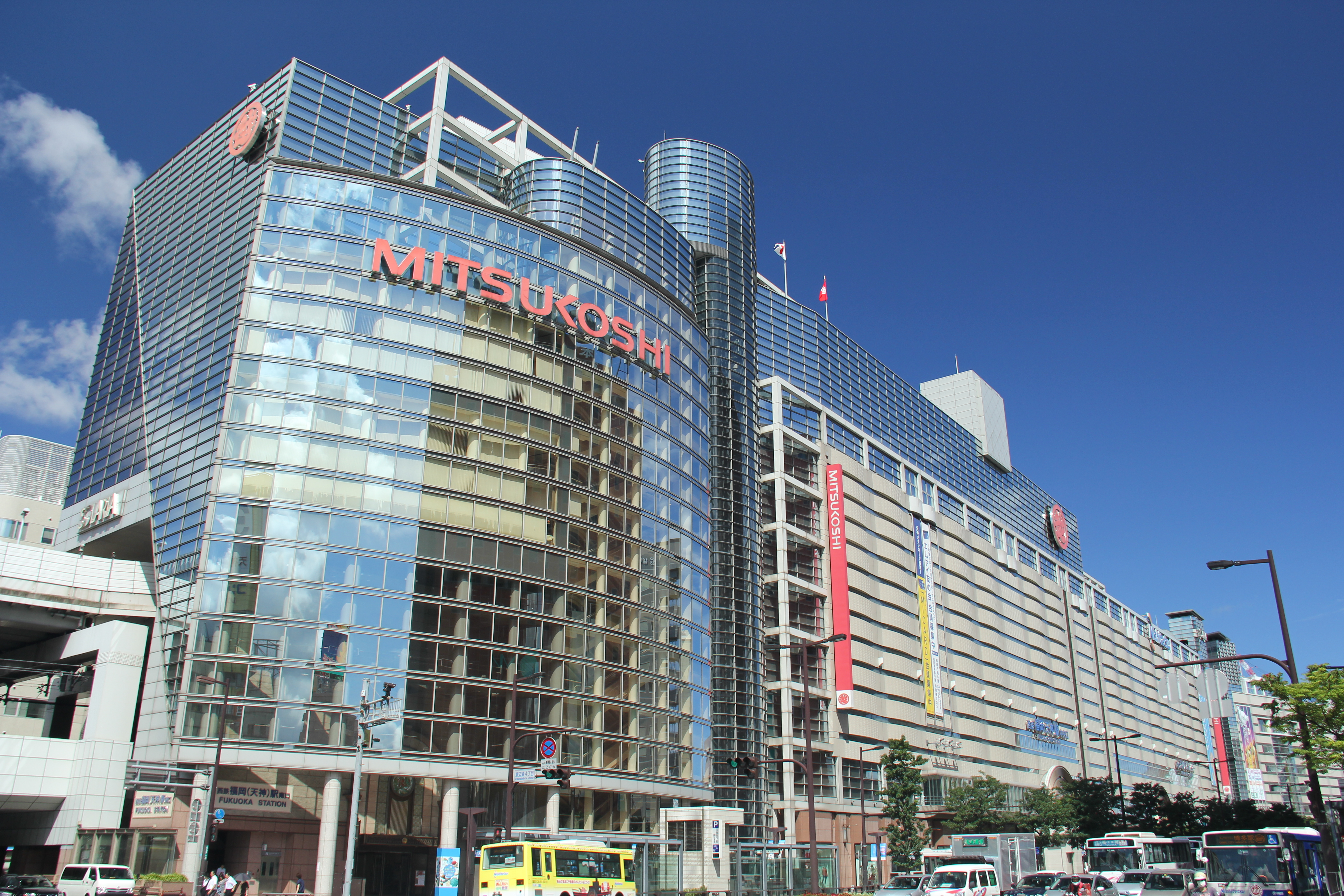
福岡三越
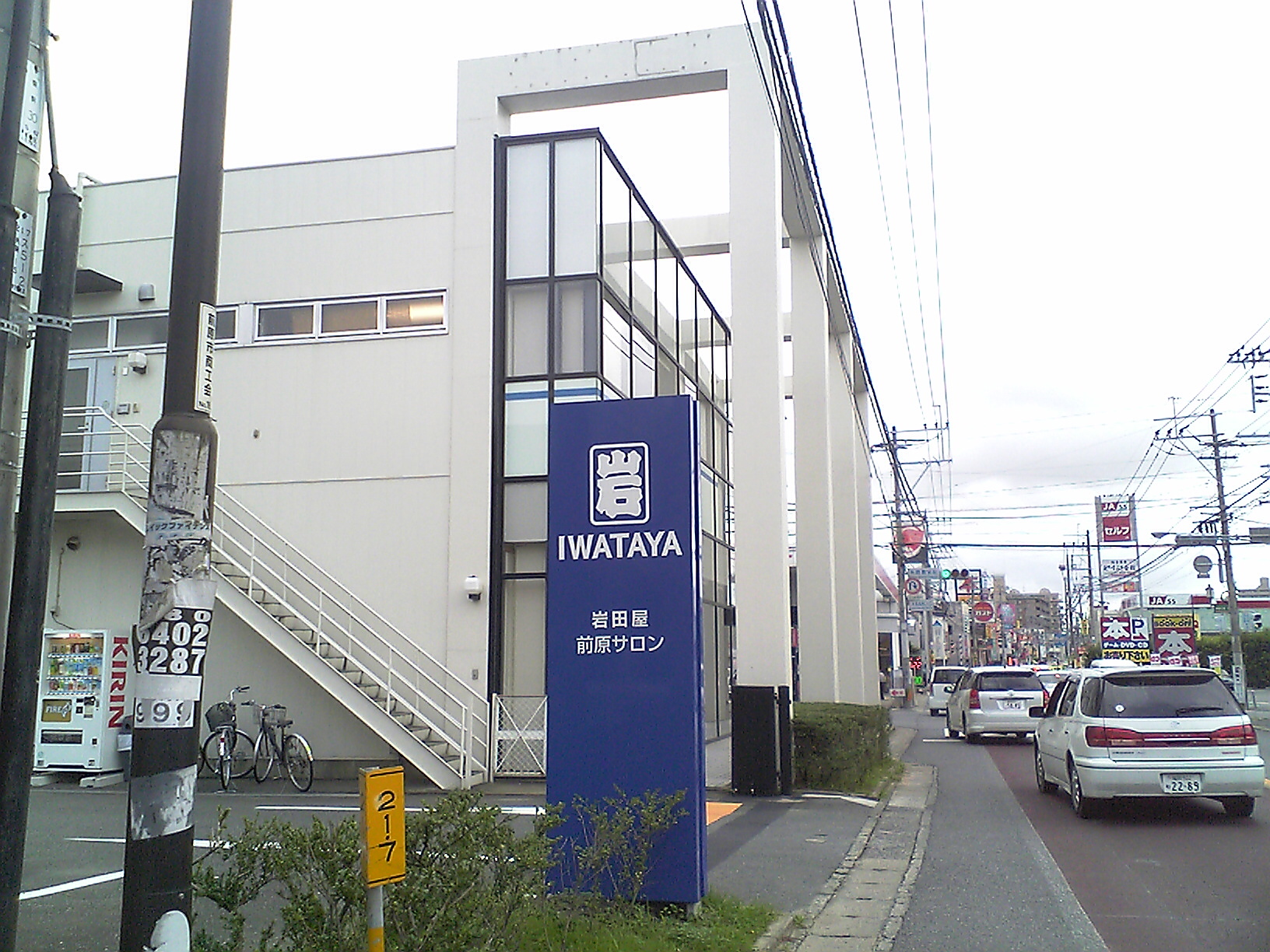
岩田屋サロン前原

### 小型店・ギフトサロン
いずれも旧岩田屋系のみで福岡県の福岡都市圏・筑後地区に所在。外商部門等は合併に先立って完全統合した（会社発足時まではそれぞれの企業が同一の建物内に共同設置）。北九州地区には岩田屋戸畑撤退の経緯もあり拠点を設けておらず、MIグループとしてファミリーマートを三越のギフト受付窓口とする。
- 岩田屋サロン春日
- 岩田屋サロン那珂川
- 岩田屋サロン下大利
- 岩田屋サロン二日市
- 岩田屋サロン筑後
- 岩田屋サロン柳川
- 岩田屋サロン前原
- 岩田屋サロン福重
- 岩田屋サロン木の葉モール橋本
- 岩田屋サロンイオンモール福津
- 岩田屋サロンイオンモール福岡
- 岩田屋サロンイオンモール筑紫野
- 岩田屋サロンイオンモール香椎浜

- 岩田屋 天神本店
手前が本館、右奥が新館
- 岩田屋 久留米店
左側が本館、右側が新館
- 福岡三越
- 岩田屋サロン前原

## 関連会社
- 浜屋百貨店

現在も中牟田一族が経営。店舗は長崎市にある。三越伊勢丹ホールディングスの持分法適用会社（旧岩田屋の関連会社）であったが、2012年3月30日付で岩田屋三越が保有株式の一部を売却したことにより、持分法適用会社から除外された。